# Charlotte d'Albret
Charlotte d'Albret, född 1480, död på Chateau de La Motte-Feuilly i Frankrike 11 mars 1514, var en fransk adelskvinna. Hon var regent i hertigdömet Valentinois som förmyndare för sin dotter Louise Borgia mellan 1507 och 1514.

## Biografi
Charlotte d'Albret var dotter till Alain I de Albret och Francoise de Périgord. Hon var syster till kung Johan III av Navarra, som blev kung av Navarra genom giftermål år 1484. 
Kungariket Navarra var tätt allierat med Kungariket Frankrike. När Ludvig XII besteg Frankrikes tron år 1499 ansökte han hos påven Alexander VI om skilsmässa från sin hustru Jeanne av Frankrike för att kunna gifta sig med Anna av Bretagne. Alexander VI gick med på ansökan på villkor att hans son Cesare Borgia i gengäld fick gifta sig med en prinsessa av kungligt blod. Charlottes bror och svägerska, kungen och drottningen av Navarra, föreslog då Charlotte d'Albret. Ludvig XII gav Cesare Borgia titeln hertig av Valentinois inför bröllopet. 
Giftermålet mellan Charlotte d'Albret och Cesare Borgia ägde rum vid det franska hovet i Blois 10 maj 1499. Kort efter bröllopet lämnade Cesare Borgia Frankrike för att delta i Ludvig XII:s invasion av Italien. Han återvände aldrig till Frankrike och träffade aldrig sin dotter Louise, som föddes några månader senare. Ludvig XII gav aldrig tillstånd till Charlotte och Louise att lämna Frankrike, och Charlotte återsåg aldrig Cesare. Charlotte d'Albret beskrivs som "vacker och rik"; hon hade titeln Dame de Châlus och ägde personligen godsen Feusines, Néret och La Motte-Feuilly.
Cesare Borgia avled 12 mars 1507, och Louise ärvde faderns franska förläning hertigdömet Valentinois. Mor och dotter lämnade det franska hovet och bosatte sig i La Motte-Feuilly i Touraine, varifrån Charlotte d'Albret tog över ansvaret för hertigdömet i sin sjuåriga dotters namn. Hon ägnade sig sedan resten av sitt liv åt att sköta sin dotters förläning (hertigdömet). Louise föreslogs gifta sig med Federico II Gonzaga 1502, och med Francesco Maria I della Rovere 1503. 
Charlotte d'Albret avled 11 mars 1514.